# Vongoiva
Vongoiva är en kulle i Finland.   Den ligger i den ekonomiska regionen Norra Lappland och landskapet Lappland, i den norra delen av landet, 900 km norr om huvudstaden Helsingfors. Toppen på Vongoiva är 275 meter över havet.
Terrängen runt Vongoiva är kuperad norrut, men söderut är den platt.  Trakten runt Vongoiva är nära nog obefolkad, med mindre än två invånare per kvadratkilometer. Det finns inga samhällen i närheten. 